# Санкт-Петербург (телерадиокомпания)
Государственная телевизионная и радиовещательная компания «Санкт-Петербург» — филиал ФГУП «ВГТРК» в Санкт-Петербурге и Ленинградской области.

## История
7 июня 1991 года была основана дирекция ВГТРК «Санкт-Петербург». При создании основу коллектива составили журналисты программы «Пятое колесо», выходившей на Пятом канале. 25 января 2005 года на базе дирекции ВГТРК «Санкт-Петербург» была создана ГТРК «Санкт-Петербург».
7 июня 1991 года приказом Председателя ВГТРК Олега Попцова № 53 для осуществления производства теле- и радиопрограмм ВГТРК в Санкт-Петербурге и Ленинградской области, а также передачи их по РТВ и Радио России, была образована Дирекция ВГТРК «Санкт-Петербург».
С 1999 года Дирекция осуществлялась оригинальное вещание в региональных окнах на телеканале «Россия». Одновременно производились программы для телеканала «Культура». С момента образования заметную роль в деятельности Дирекции игралось Санкт-Петербургское подразделение «Радио России», в котором готовилось большое количество общественно-политических и художественных программ, имевших всероссийский резонанс.
В результате изменения программной политики, начиная с 2000 года, телеканал «Россия-Санкт-Петербург» занимается лидирующие позиции среди СМИ Северо-Запада, что подтверждаются рейтинги, предоставленные компанией ГЭЛЛАП-Медиа-Санкт-Петербург.
С 25 января 2005 года в ходе реорганизации ВГТРК, Дирекция ВГТРК «Санкт-Петербург» переименована в ГТРК «Санкт-Петербург», получив все права и обязанности главной региональной государственной телерадиокомпании.
Аналоговое эфирное вещание ведётся на территории Санкт-Петербурга (8 ТВК) и Ленинградской области (кроме Тихвинского и Бокситогорского районов) в региональных окнах. Собственной частоты вещания не имеется. Радиовещание ГТРК «Санкт-Петербург» вначале производилось на третьем канале городской и областной проводной радиосети, совместно с «Радио России», с начала 2000-х годов — на первом канале (радио «Петербург»).
С 18 апреля 2017 года Радио России начало своё полноценное вещание в FM-диапазоне на 99,0 МГц. До этого ГТРК «Санкт-Петербург» проводилось тест как «Радио России FM» с музыкой 30-х — 80-х годов XX века. А с марта месяца был включён федеральный эфир Радио России из Москвы и Московской области. Позже появились местные программы.
C 1 августа 2017 года теле- и радиопрограммы ГТРК «Санкт-Петербург» начали тестироваться в цифровом пакете РТРС-1.
С 22 августа 2017 года на всей территории Санкт-Петербурга и Ленинградской области программы из Северной столицы стали доступны всем зрителям цифрового телевидения.
С 21 января 2019 года вещает в формате 16:9.

## Телеканалы вещания ГТРК «Санкт-Петербург»
- ГТРК «Санкт-Петербург» на телеканале «Россия-1».
- ГТРК «Санкт-Петербург» на телеканале «Россия 24».
- ГТРК «Санкт-Петербург» на телеканале «Россия-Культура».
- ГТРК «Санкт-Петербург» на радиостанции «Радио России».
- ГТРК «Санкт-Петербург» на радиостанции «Радио Маяк».
- ГТРК «Санкт-Петербург» на радиостанции «Вести FM».

## Телеведущие
- Николай Кочнев («Вести — Санкт-Петербург»)
- Оксана Чёрных («Вести — Санкт-Петербург», «Утро Вести — Санкт-Петербург»)
- Никита Андреев («Вести — Санкт-Петербург», «Утро Вести — Санкт-Петербург», «Утро России — Санкт-Петербург. Происшествия»)
- Ольга Ростова («Вести — Санкт-Петербург»)
- Игорь Страхов («Вести — Санкт-Петербург», Местное время. Воскресенье: «События недели»)
- Ольга Бусыгина (Местное время. Воскресенье: «События недели»)
- Дмитрий Мурашев («Утро России — Санкт-Петербург. Интервью»)
- Юлия Лаврова (Местное время. Суббота: «Гражданское общество»)
- Леонид Петров (рубрика «Погода»)
- Ирина Паукшто («Вести — Санкт-Петербург»)
- Владимир Шевельков («Петербургские встречи»)
- Анна Фрадкина (Местное время. Суббота: «Культурное обозрение», «Утро России — Санкт-Петербург. Культура»)

## Награды
- «Вести — Санкт-Петербург» — неоднократные обладатели наград конкурса «ТЭФИ-Регион».